# Vescomtat de Meaux
El vescomtat de Meaux fou una jurisdicció feudal de Xampanya originada per l'absència dels comtes de Meaux (que eren comtes de Blois i Xampanya).
El territori de Meaux fou infeudat pels comtes de Vermandois que el posseïen (segurament per Heribert III de Vermandois, comte de Meaux i de Troyes vers 967-995) abans del 1000 als senyors d'Oisy que eren castellans de Cambrai i el van posseir sense utilitzar el títol que no apareix fin un segle després. Van tenir el territori Hug I, Hug II i Simó.
Hug III vescomte o castellà de Cambrai i Douai (herencia del seu pare Simó d'Oisy mort el 1171) i senyor de la Ferte-Ancoul (herencia de la seva mare Ada) es va casar en segones noces amb Margarita de Blois, filla de Tibald V de Blois, Chartres, Chateaudun i Meaux, que li va aportar el vescomtat de Meaux. Hug III va morir el 1189 i el vescomtat fou heretat per la descendència de la seva germana Hildiarda d'Oisy, morta abans del 1177, casada amb Andreu de Montmirail, mort vers 1180, vescomtesa de Cambrai, Douai i Meaux i senyora de la Ferté-Gaucher que tenien un fill, Joan de Montmirail el Benaventurat (nascut vers 1167) que va portar el títol de castellà de Cambrai i Duai, i vescomte de Meaux i de la Ferté-Ancoul que es va fer monjo el 1213 i va morir a Longpont el 28 de setembre de 1217. Estava casat amb Helvisa de Dampierre filla de Guillem I de Dampierre (que era viva el 1224) i l'herència va anar successivament als seus fills, excepte la filla Elisabet que era monja a Mont-Dieu, a Montmirail:
- Guillem de Montmirail o Guillem de Dampierre, testimoniat el 1203, possible castellà de Cambrai, vescomte de Meaux, senyor de Montmirail i La Ferté-Gaucher (1203- vers 1225)
- Joan II (+14 de setembre de 1240), castellà de Cambrai, vescomte de Meaux, senyor de Montmirail i La-Ferte-Gaucher i comte de Chartres per matrimoni (vers 1221) amb Isabel de Blois (+1248), que va aportar en dot el comtat de Chartes i de Romoranrin (era vídua de Sulpici d'Amboise, i filla de Teobald V de Blois i Chartres.
- Mateu de Montmirail (+ 14 de gener de 1262), senyor de Charly el 1226, va heretar el vescomtat de Meaux i la senyoria de la Ferté-Gaucher i Montmiral i del seu germà el 1240 i la castellania de Cambrai li fou reconeguda el 1241.
- Maria de Montmirail (+ 20 de setembre de 1272) hereva dels seus tres germans, va ser senyoria de Montmirail, Oisy, Crèvecœur i Condé-en-Brie, vescomtesa de Meaux, i castellana de Cambrai. Va aportar aquests béns a las fills tinguts amb el seu marit Enguerrand III senyor de Coucy, Crecy, Marle i La Fère, comte de Roucy i de Perche (fill de Raül, senyor de Coucy i Marle) mort el 1243.
- Felícia, senyora de la Ferté-Gaucher per renúncia del seu germà Mateu
- Elisabet

L'herència amb el vescomtat de Meaux va passar al fill d'Enguerrand III de Coucy comte de Roucy i Perche i de Maria de Montmirail, Enguerrand (IV de Coucy), I vescomte de Meaux; senyor de Montmirail, Crèvecœur, Coucy, Marle i la Fère, mort el 1310. L'herència va passar a la descendència de la seva germana Alix de Coucy casada amb Arnul III comte de Guines (fill de Baldui comte de Guines) mort vers 1282, el fill de la qual, Enguerrand (V de Coucy) de Guines, va heretar el 1311 les senyories de Coucy, Oisy, Montmirail, Marle i la Fère. Va morir vers el 1321 i el va succeir el seu fill Guillem de Coucy, senyor de Coucy, Marle, la Fère, Oisy i Montmirail mentre el segon fill Enguerrand rebia com herència materna el vescomtat de Meaux, i les senyoria de Condé-en-Brie i la Ferté-Ancoul, a més d'obtenir la senyoria d'Autrèches. Es va casar amb Maria de Vianden hereva de Rumpst i Schorisse [Escornaix] i en segones noces amb Alemande i foren els pares de Felip (+ vers 1345/1350) vescomte de Meaux, i senyor de Condé-en-Brie, la Ferté-Ancoul,, Tresmes i Rumpst, casat amb Joana de Canny, de la que va tenir dues files Leonor i Joana, la primera de les quals (+1371) va heretar Meaux i es va casar amb Miquel II de Ligne (abans de 1387).
Va passar llavors a la descendència de Joana (+1356), germana de Felip casada amb Joan de Béthune, senyor de Vendeuil (+1378) de la qual va passar al Robert VIII de Béthune i després a la seva filla la vescomtessa Joana de Béthune, senyora de Vendeuil, de Condé-en-Brie, de Ghistelles, de Falvy i de Rumpstde, filla i hereva de Robert, que es va casar en primeres noces amb Robert de Bar, comte de Marle i Soissons i a la seva mort el 1415 es va casar en segones noves (1418) amb Joan de Luxemburg comte de Ligny i Guisa i senyor de Beauvoir. Amb el primer marit va tenir una filla i hereva, Joana de Bar (1415-14 de maig de 1462) que fou comtessa de Marle i de Soissons per herència paterna i vescomtessa de Meaux i diverses senyories per la materna, i es va casar amb Lluís de Luxemburg comte de Saint Pol, de Brienne, de Ligny i de Conversano, executat a París el 19 de desembre de 1475. El fill Pere (II) de Luxemburg va succeir el 1462 a la mare i el 1475 al pare, fins a la seva mort el 1482. El va succeir la seva filla Maria de Luxemburg. Bona part de les propietats a França estaven sota confiscació de la corona des de 1475 però foren retornades el 1487 quan Maria es va casar amb el príncep de la sang Francesc de Borbó comte de Vendôme; a la mort d'aquest el 1495 Maria va administrar els dominis del fill gran Carles; a la seva mort el vescomtat de Meaux fou pel seu tercer fill Lluís de Borbó (1547 – 1557) cardenal de Borbó i arquebisbe de Sens, mort el 1557 passant llavors a LLuís de Borbó príncep de Condé, el seu nebot, setè fill de Carles, que fou duc de Vendôme. Van seguir el seu fill Enric I i el fill d'aquest Enric II.
Aquest darrer el va vendre el 13 d'agost de 1627 a Maximilià I de Béthune duc de Sully, casat en primeres noces amb Anna de Courtenai i en segones amn Raquel de Cochefilet; junt amb la segona esposa en va fer donació "inter vivos" el 10 de setembre 1640 al fill Felip de Bethune a condició que aquest i els seus descendents portessin el nom i armes dels vescomtes de Meaux. Felip, després de morir el seu pare, va vendre el vescomtat a Maximilià III duc de Sully, net de Maximilià I, que el va tenir fins a la mort el 1662 (Felip va morir el 1682). Maximilià estava casat amb Carlota Séguier (1639), filla del canceller d'aquest cognom, i es va casar després del 1662 amb Enric de Borbó duc de Verneuil gaudint de l'usdefruit del vescomtat fins a la seva mort el 1704 sent el fill Maximilià (IV de Sully) el nu propietari però va morir el 1694 sense haver pogut tenir el domini útil i el va succeir el seu fill Maximilià (V de Sully) que va entrar en possessió del vescomtat el 1704; a la seva mort sense fills el 1712 el va succeir el seu germà que va agafar el nom de Maximilià (VI de Sully). Va morir sense successió el 1729 passant la successió als descendents de la branca sènior derivada de Francesc de Béthune, segon fill de Maximilià I pel seu fill gran Maximilià Alpí. Lluís Pere Maximilià (net de Maximilià Alpí) i Armand, germà del mateix Maximilià Alpí es van disputar l'herència i el primer fou reconegut hereu per un decret del consell de 13 de març de 1730 i aquesta branca va tenir el vescomtat fins a la revolució.

## Llista de vescomtes
- Hug I
- Hug II
- Simon 1158-1171
- Hug III 1171-1189
- Joan I de Montmirail 1189-1213 (abdica per fer-se monjo)
- Guillem de Montmirail 1213-1225 ? (podria haver mort abans de 1213)
- Joan II de Montmirail vers 1225-1240
- Mateu de Montmirail 1240-1262
- Maria de Montmirail 1262-1272
- Enguerrand de Coucy 1272 – 1311 (I de Meaux)
- Enguerrand de Guines 1311-1321 (II de Meaux)
- Enguerrand de Meaux 1321-1344 (III de Meaux)
- Felip vers 1344-1345/1350
- Leonor de Guines vers 1350-1371
- Miquel de Ligne ?-1371
- Robert de Béthune 1371-1408
- Joana de Béthune 1408-1449
- Robert de Bar (marit) 1409-1415
- Lluís de Luxemburg 1418-1449
- Joana de Bar 1449-1462
- Pere de Luxemburg 1462-1482
- Maria de Luxemburg 1482-1547
- Francesc de Borbó comte de Vendôme 1487-1495
- Lluís de Borbó 1547-1557
- Lluís de Borbó príncep de Conde 1557-1569, duc de Vendôme
- Enric I de Borbó 1569–1588
- Enric II de Borbó 1588-1627 (+1646)
- Maximilià I de Béthune 1627–1640 (+1641)
- Felip de Béthune 1640-vers 1660 (+1682)
- Maximilià (III) de Sully vers 1660-1662
- Carlota Séguier, usdefructuaria 1662-1704
- Maximilià (IV) de Sully, nu propietari 1662-1694
- Maximilià (V) de Sully nu propietari 1694-1704, ple domini 1704-1712
- Maximilià (VI) de Sully 1712-1729
- En litigi 1729-1730
- Lluís Pere Maximilià de Bethune 1730-1761
- Maximilià Antoni Armand 1761-1786
- Maximilia Gabriel Lluís 1786-1790 (fill, +1807)